# Bad Piggies
Bad Piggies é um jogo de ação desenvolvido pela Rovio Mobile, da Finlândia. O objetivo do jogador é construir gerigonças para ajudar os porcos a pegar partes dos mapas que levam aos ninhos dos pássaros. Este jogo trata-se do spin-off da série Angry Birds, dos mesmos desenvolvedores e, está disponível nas plataformas iOS, Android, Windows Phone, Windows 8 e Mac.
O objetivo do jogo é construir uma engenhoca que transporta o porco a partir de um ponto de partida para a linha de chegada, normalmente indicada por um mapa. Essas engenhocas são feitas de madeira e ferro (semelhante ao Angry Birds), bem como outros objetos, como rodas, garrafas de três litros, guarda-sóis (para aumentar a resistência do ar), motores, ventiladores, TNT, balões, cordas, e foguetes.
A série britânica foi anunciada para ser arejada em Disney Channel na Ucrânia a partir de 13 de janeiro de 2012 com mais de 59 episódios. A série estava prevista para ser exibida no Brasil pela TV Cultura, mas a partir de dezembro de 2014, a TV Cultura foi substituída pelo Canal Panda, e essa série mudou-se para Portugal.

## Jogabilidade
Semelhante ao Angry Birds, o jogador pode ganhar até três estrelas por nível, mas as estrelas não são obtidas por marcar pontos. Em vez disso, os jogadores ganham automaticamente uma estrela para completar o nível [9] Para cada nível, as outras duas estrelas podem ser obtidas: 
- Completando o nível dentro de um certo limite de tempo, por exemplo, 10 segundos;

- Coleta de 1ª ou 2ª "caixas estrela" no campo de jogo;
- Não usar um determinado objeto, por exemplo, uma roda, etc.
- Não danificar a engenhoca;

- Transportar o Rei Porco juntamente com o porco;

- Transportar o ovo (sendo obrigatório no Flight in the Night)

- Transportar os doces de Halloween (sendo obrigatório em Tusk 'til Dawn)  Por exemplo, no nível de 1-1, um jogador pode ganhar três estrelas ao completar o nível, recolhendo uma estrela no campo de jogo, e por não danificar o veículo. Em alguns níveis, é possível ganhar todas as três estrelas de uma só vez, de modo que o jogador tem de desempenhar a nível duas ou mais vezes, a fim de se obter três estrelas.
- Além disso, "caveiras" são colocadas ao longo dos níveis, em que um jogador pode desbloquear o nível de crânio no Sandbox por encontrar, pelo menos, 10 dos 45 crânios escondidos.
- Após o lançamento dos restantes 30 níveis de Rise and Swine, Rovio adicionou um "Feed the King" mini-jogo, a fim de apoiar power-ups no jogo. Sempre que o jogador obtém uma sobremesa durante o jogo, que eles podem usar para alimentar Rei Porco para receber power-ups, como cola pegajosa, (faz a sua engenhoca mais durável) impulso motor, engenheiro de ouro, e um ímã super. The King Pig só tem uma pequena chance de dar um power-up. A única outra maneira de obter power-ups é comprá-los na Loja.

## Fases
- Ground Hog Day (Dia dos Porcos)
- Rise of Swine (Ascensão Suína)
- When Pigs Fly (Quando os Porcos Voarem)
- Flight in the Night (Voo Noturno)
- Tusk Til Dawn (Tusk Til Dawn)
- The Road to El Porkado (A Estrada para El Porkado)

- Road Hogs (Estrada Dos Porcos)
- Sandbox (Caixa De Areia)

## Road Hogs
O Road Hogs tem 12 fases, onde o objetivo principal é completar o percurso no tempo determinado. O menor limite de tempo dá as 3 estrelas, o segundo duas, e se passar ganha apenas uma.

## Sandbox
o Sandbox contém 10 fases, com 20 a 40 estrelas cada, tendo 20 as duas de Ground Hog Day, as outras duas de Rise and Swine, mais duas de When Pigs Fly, e por fim duas de Flight in the Night. 